# Strój pszczyński
Strój pszczyński - tradycyjny strój śląski, wywodzący się z Pszczyny, również popularny  w miejscowościach takich jak Ćwiklice, Zawadka, Wola, Bijasowice i Studzienice. Swój najlepszy okres przeżywał w okolicach 1880 roku.

## Historia
Ubiór mieszkańców wsi pszczyńskiej nie był jednolity i zależał od pozycji społecznej, zamożności oraz sytuacji życiowej. Ludność wiejska o skromniejszych środkach często nosiła prostą odzież, w tym lniane koszule, spodnie i buty z cholewkami, które były wykonane z ręcznie tkanych tkanin.
Strój używany podczas świąt wyraźnie różnił się od codziennego. Mężczyźni wybierali słomkowe kapelusze lub czarne filcowe nakrycia z tasiemką wokół rond. W chłodniejsze dni zakładali baraniny - kamizelki wykonane z dwóch warstw futra baraniego. Koszule sięgające do kolan były zakładane do spodni, a ich mankiety i kołnierzyki zdobiły subtelne białe hafty. Kamizelki, nazywane bruclekami, były zapinane na ozdobne metalowe guziki.
Początkowo spodnie były wykonywane z płótna parcianego, charakteryzowały się luźniejszym krojem góry i zwężającymi się nogawkami. Jednak pod koniec XIX wieku zostały zastąpione sukiennymi spodniami w kolorze jasnogranatowym lub czarnym.

## Strój męski
Męski strój pszczyński różnił się w zależności od statusu majątkowego, jednak każdy z nich miał wspólne elementy takie jak lniana koszula, żupan i spodnie wpuszczane w buty. Innymi elementami były:  
- Koszula: Wykonana z płótna lnianego, składająca się z prostokątnych, zszytych płatów.
- Bruclek: To rodzaj sukiennej kamizelki bez rękawów, będącej podstawowym elementem męskiego stroju.
- Spodnie: Wykonane z czarnego lub granatowego sukna, z luźną górą i zwężanymi nogawkami, przystosowane do noszenia w butach.
- Buty: Nabywane jedynie przez zamożnych gospodarzy, wykonane z wysokiej jakości skóry, charakteryzujące się wysokimi cholewkami "zgrzybanymi" u kostek.
- Żupan, płaszcz: Wierzchnie okrycia noszone w zależności od gustu właściciela.
- Żupan: Wykonany z sukna modrego lub czarnego, sięgający poniżej kolan, wcięty w pasie, z szerokimi rękawami i dużym kołnierzem zapinanym na pętelki.
- Płaszcz: Oryginalny strój wykonany z granatowego, czarnego lub białego sukna. Przypomina podwójną, fałdowaną pelerynę, sięgającą łydek i zapinaną na mosiężną sprzączkę pod szyją.
- Kapelusz: Nieodzowny element ubioru każdego gospodarza, wykonany z czarnego filcu z czarną lub kolorową taśmą, zakończoną kokardą[2].

## Strój kobiecy
Kobiecy strój pszczyński składał się z następujących elementów:
- Koszula: Wykonana z jednego płata płótna, lekko zmarszczona w pasie.
- Kabotek: Bluzka noszona na koszulę, wykonana z białego, cienkiego płótna. Do boków przyszywane były krótkie, suto marszczone rękawki, zaciągane tasiemką.
- Oplecek z kiecką: Podstawowy element dawnego stroju kobiecego. Kiecka, wykonana z cienkiego sukna, wymagała nawet 5 metrów materiału do uszycia jednej sztuki. Górną, mocno marszczoną część przyszywano do oplecka, wykonanego z aksamitu lub brokatu. Oplecek ozdabiano haftem wełnianym lub jedwabnym w bogate, kolorowe motywy roślinne.
- Trzewiki: Wprowadzone do stroju stosunkowo późno. Latem obuwie nie było noszone, natomiast zimą zamożniejsze kobiety wybierały wysokie sznurowane buciki na obcasie. Od połowy XIX wieku na targach można było nabyć niskie trzewiki na obcasie, zapinane z przodu na sprzączkę.
- Nakrycie głowy: Do lat dwudziestych XX wieku typowym nakryciem głowy dla mężatek były koronkowe czepce z założonym na nie czepidłem, znanym także jako żurek. Nakładano na niego małą, trójkątną chustę płócienną, zwana czepidłem.
- Zopaski: Nieodzowny element ubioru kobiety. Na co dzień chroniły kieckę przed zabrudzeniem podczas pracy, a od święta pełniły funkcję ozdobną.

Ubiór kobiet z Pszczyny ewoluował w stosunku do stroju końca XIX wieku. Oplecek przestał być ozdobnie haftowany, zanikły także haftowane kabotki i czepce. Nowym, powszechnym elementem stała się jakla, służąca jako ubiór wierzchni.